# دسیه
دیسی (به لاتین: Dessie) یک منطقهٔ مسکونی در اتیوپی است که در Dessie واقع شده‌است. دیسی ۱۵٫۰۸ کیلومتر مربع مساحت و ۶۱۰٬۴۳۱ نفر جمعیت دارد و ۲٬۴۷۰ متر بالاتر از سطح دریا واقع شده‌است.